# Guillermo de Jumièges

## Vida
Contemporáneo de la conquista normanda de Inglaterra, Guillermo de Jumièges fue uno de los primeros autores que evoca los acontecimientos de 1066. Se trata de una figura enigmática de quien solo se sabe que fue monje en la abadía de Jumièges por su epístola dedicada a Guillermo el Conquistador. Puesto que menciona también que ha sido testigo ocular de algunos acontecimientos bajo el reinado de Ricardo III (1026-27), parece razonable suponer que nació alrededor del año 1000. Entró probablemente al monasterio durante el primer trimestre del siglo XI y fue educado por Thierry de Mathonville. Según Orderico Vital, el apodo de Guillermo era «Calculus», pero no desveló el significado de este apodo. Su muerte —posterior a 1070— no ha sido consignada por fuentes del tiempo.
Guillermo de Jumièges era un normando que escribía desde ese punto de vista y, aunque sólo haya sido un monje sin ninguna experiencia militar, narró los acontecimientos de su pueblo con orgullo. Fue el compilador original de la historia de los duques de Normandía conocida bajo el nombre de Gesta Normannorum Ducum («Historia de los duques normandos»), escrito hacia 1070. Esta gesta ha sido elaborada sobre el cuadro de una historia precedente compilada por Dudon de Saint-Quentin, De moribus et actis primorum Normanniae ducum («Costumbres y acciones de los primeros duques de Normandía»), redactada entre el 996 y el 1015. Esta obra solicitada por el duque Ricardo I y vuelta a pedir por su hermanastro, el conde Rodolfo de Ivry y su hijo Ricardo II (996-1026). La obra de Dudon es usada alrededor de los años 1050 por Guillermo de Jumièges quién revisó, acortó y puso al día su De moribus... y añadió una relación sobre los reinos de los duques Ricardo II, Ricardo III (1026-7), Roberto el Magnífico (1027-35) y Guillermo el Conquistador (1035-1087).
Tras concluir su obra en 1060, Guillermo la retomó cuando Guillermo el Conquistador llegó a ser rey de Inglaterra al añadir el episodio de la conquista de ese país y los acontecimientos hasta 1070. Las Gesta Normannorum Ducum han sido ampliadas en el siglo XII por monjes que elaboraban crónicas como Orderico Vital y Robert de Torigni.

## Obra
La Gesta Normannorum ducum ha sido editada en varias ocasiones:
- Éd. François Guizot, Paris, Brière, 1829.
- Éd. Jean Marx, Paris, A. Picard, 1914.
- Éd. Elisabeth Van Houts, 2 volumes, Oxford, Clarendon Press, 1992 et 1995.